# Pont de la Vinyota
El Pont de la Vinyota és un pont del terme municipal de Sant Quirze Safaja, a la comarca del Moianès.
Està situat a la part central del terme, en el punt quilomètric 5,4 de la carretera C-1413b, just a llevant del Pla de la Casanova i al sud-oest de la masia de Plana Serra.